# Борген, Марианне
Марианне Борген (норв. Marianne Borgen; род. 2 июня 1951, Осло, Норвегия) — норвежский политический деятель. Мэр Осло (2015—2023).

## Биография
Родилась 2 июня 1951 года в Осло. Сестра известного режиссёра-документалиста Эрлинга Боргена (Erling Borgen; род. 1948), автора фильмов об азербайджанских журналистах: убитом Эльмаре Гусейнове (I skyggen av Statoil, 2007) и находящемся в заключении Эйнулле Фатуллаеве (Fangen fra Aserbajdsjan, 2010).
Выросла в Гроруддалене.
Окончила гимназию Софиенберг, а затем Университет Осло со специализацией в области социальной политики и медицинской социологии.
Во время учёбы в университете работала журналисткой еженедельной студенческой газеты Universitas, активно участвовала в студенческом самоуправлении и феминистском движении.
Работала в 1979—1985 годах консультантом в Министерстве местного самоуправления и труда Норвегии, в 1985—1995 годах — в аппарате уполномоченного (омбудсмена) по правам детей. В 1995—1997 годах работала в аппарате губернатора фюльке Осло и Акерсхус и неправительственной организации Save the Children.
В 1992—1994 годах — член совета больницы Lovisenberg Diakonale Sykehus, в 1994—1996 и с 2006 года — член совета директоров университетской больницы Aker sykehus.
В 1973—1976 годах — депутат районного совета.
По результатам местных выборов 1979 года избрана в городской совет Осло от Социалистической левой партии.
Из-за рождения двух детей на время ушла из политики.
По результатам местных выборов 1995 года вновь избрана в городской совет Осло. В 2007 году Социалистическая левая партия выдвинула Марианне Борген на пост мэра Осло, но она проиграла выборы Фабиану Стангу от Консервативной партии. Была членом Постоянного комитета по финансам и Постоянного комитета по здравоохранению и социальному обеспечению. С 2011 по 2015 год — председатель Постоянного комитета по вопросам транспорта и окружающей среды. В 2015 году городской совет избрал Марианне Борген мэром Осло. В 2019 году переизбрана. В 2022 году заявила, что не будет баллотироваться на переизбрание. В 2023 году мэром избрана Анне Линдбу от Консервативной партии.

## Личная жизнь
Живёт в Эстеншё. С 1979 года замужем за Ларсом Кристоферсеном (Lars B. Kristofersen). У неё трое детей.